# Focusing
Le focusing est une approche psychothérapeutique, créée par le philosophe américain Eugene Gendlin (en), et rattachée au courant de la psychologie humaniste. La démarche se caractérise par une attention particulière portée aux ressentis corporels (d’où le terme « focus » – focaliser) comme un moyen de compréhension des situations vécues, permettant à la personne de développer des réponses personnelles adaptées aux difficultés rencontrées. Le focusing est dérivé de l’Approche centrée sur la personne développée par Carl Rogers, dont Eugene Gendlin a été un proche collaborateur pendant près de onze ans.

## Démarche
Ce procédé a été développé par Eugene Gendlin (en), psychologue et philosophe américain, dans le but de faciliter pour la personne un fonctionnement efficace, bénéfique, créatif. Cette démarche nous apprend à cultiver une certaine attitude intérieure faite d’écoute bienveillante et de présence à ce qui est, afin d’appréhender nos problèmes autrement et mettre en place des conditions favorables pour l’émergence de perspectives nouvelles. Cette démarche est soutenue par une vision humaniste de l’homme.
La démarche propose de se mettre à l’écoute de soi, plus précisément à l’écoute d’une sensation corporelle plutôt vague au départ, mais concrètement ressentie. Cette sensation (appelée « sens corporel ») fournit des informations précises sur ce que nous vivons. En effet, nous avons une expérience corporellement ressentie des situations que nous vivons – selon les circonstances, nous nous sentons légers, serrés, lourds, entravés, plein d’entrain…. Ces impressions sont chargées de significations que nous laissons habituellement dans l’ombre. Le focusing vise à renouer avec ces impressions globales pour les amener à se préciser (comme on ajusterait le « focus » de l’appareil photo). Elles vont nous fournir des renseignements précieux sur nous-mêmes, nous apprendre à se fier à notre « boussole intérieure » pour se guider dans l’existence, et, selon les partisans de cette approche, d’établir des rapports plus justes et plus harmonieux avec soi, les autres et le monde.

## Champ d'application
Le focusing couvre différents champs et répond à différents objectifs.
Il peut être appliqué comme méthode psychothérapeutique. Issu de la tradition « Centrée sur la Personne » de Carl Rogers, il fait partie des approches humaniste expérientielles et donne lieu à des approches thérapeutiques spécifiques. Il peut être associé et intégré à différentes pratiques médico-psycho-sociales permettant une meilleure écoute et une réelle qualité relationnelle. Il peut être utilisé également comme une démarche personnelle pour mettre l’accent sur une harmonie interne, au service du bien-être, du développement des compétences et d’une communication meilleure.

## Origines
Il faut remonter aux années 1960 pour trouver les premiers travaux qui allaient conduire au focusing. Ces travaux ont été menés aux États-Unis par Eugène Gendlin, psychologue, philosophe et chercheur à l’université de Chicago. Dès 1952, Gendlin avait rejoint Carl Rogers et son équipe pour s’y former à la psychothérapie. Mais il cherchait plus précisément à étudier l’articulation concept/expérience, à savoir, « comment fonctionne notre expérience vivante (experiencing ou expérience immédiate en train de se dérouler) dans nos activités cognitives et sociales ». Il pensa donc que la psychothérapie était un domaine tout indiqué pour se livrer à ce genre de recherches.
En étudiant des centaines d’heures de thérapies, il mit en évidence que le succès de la thérapie corrélait peu avec la technique du thérapeute, ou avec le contenu de ce qu’exprimait le client. Il put ainsi bientôt prédire le bon avancement d'une thérapie dès le premier ou second entretien en repérant comment le patient s’y prenait avec lui-même.
Si le succès appartient en premier lieu au client, une question surgit aussitôt : « que font de particulier ces personnes qui réussissent en thérapie ? ». S’il est possible de repérer le procédé qui facilite le processus thérapeutique, il devient envisageable de l’apprendre et de l’enseigner au client qui ne le fait pas spontanément afin d’optimiser son parcours thérapeutique. C’est ce à quoi répond le focusing. Que fait donc de particulier le client qui progresse en thérapie ? Durant la séance, le client « prédisposé » s’interrompt de parler à certains moments, comme absorbé par quelque chose qui se déroule à l’intérieur de lui-même, avant de reprendre la parole. Mais il ne se contente pas de réfléchir à ce qu’il vient de dire ou de laisser son esprit associer librement. Il semble alors qu’il tente de saisir quelque chose en amont du discours porteur d’un sens à venir. En regardant de plus près, il essaie de donner forme à une impression encore vague, difficilement saisissable mais concrètement ressentie dans l’expérience immédiate. Au lieu d’en faire l’analyse, de l’interpréter ou de l’ignorer, il explore ce « feeling » vague, dont le sens implicite n’est pas encore élaboré. Cette impression qui incarne ce qu’il vit, lui sert de référent pour asseoir son discours. Il progresse à partir de là, cherchant à tirer de nouvelles informations de ce qu’il éprouve indistinctement.
Gendlin ne se contenta pas de décrire ce processus qu’il observait en thérapie. Une fois ce processus repéré, il développa une méthode claire et subtile pour enseigner ce procédé naturel doté d’un pouvoir de changement et de transformation étonnant. Il l’appela « Focusing ».
Le cadre relationnel dans lequel se déroule l’entretien d’une thérapie d’orientation focusing s’appuie sur les attitudes développées par Carl Rogers (Approche centrée sur la personne) : succinctement, il s’agit de mettre en place les attitudes d’écoute empathique, de non-jugement vis-à-vis de la pensée et de l’expérience vécue du client (regard positif inconditionnel), de congruence (le thérapeute de son côté et par rapport à lui-même pratique cette écoute et ce non-jugement afin d’être au plus juste dans sa relation au client). Ces attitudes permettent au client un contact plus direct avec ce qui se déroule en lui. Elles ouvrent le champ au processus de focusing qui consiste succinctement à garder un contact direct avec l’expérience immédiate pour en tirer de nouvelles perceptions, de nouvelles pensées, de nouveaux modes de représentation et d’appréhension de la réalité. Il revient au thérapeute d’aider son client à rester proche de cette dimension expérientielle, encore peu définie mais porteuse de sens. En se référent à ce « feeling » de base (« référence directe » de Gendlin) pour former son discours, le client va dans le sens d’un (ré)accordage interne et trouve à se positionner de manière plus pertinente. L’accès à une telle connaissance (qui, au départ, se situe dans une dimension implicite) est susceptible de remodeler et réorganiser le champ perceptuel et représentationnel dès lors qu’elle devient explicite. En effet ce sont la plupart du temps des représentations limitantes et des systèmes de pensée figés qui donnent lieu à des fonctionnements et comportements inadéquats souvent douloureux. Dans toute démarche thérapeutique, il s’agit de leur permettre de changer. Le changement passe ici par la référence interne à une dimension implicite et significative de l’expérience vécue. Le processus de focusing progresse ainsi, allant de ce qui est déjà élaboré (ce que je crois savoir et ne cesse de me dire à propos de…) à une dimension implicite plus vague mais plus vaste (ce que je sens vaguement à ce sujet), pour laisser venir, à partir de l’implicite, une nouvelle élaboration, porteuse d’une cohérence nouvelle (comment, tout à coup, je perçois les choses autrement).
La voie royale vers l’implicite est le « corps », non le corps purement physique, mais le corps d’avant la séparation corps-psychisme. Le focusing, apprend à se mettre à l’écoute d’une dimension ressentie corporellement à travers ce que Gendlin a dénommé « bodily felt sense » (traduit par « sens corporel »). Le sens corporel est ce que nous ressentons à propos d’une situation. Il s’inscrit dans la dimension implicite de l’organisme et de l’expérience immédiate. Il est signifiant, c'est-à-dire qu’il détient des significations qui, dès lors qu’elles passent à l’évidence (l’explicite), réorganisent le champ perceptuel et modifient le rapport aux êtres et aux choses. Ce « sens corporel » se donne initialement comme une impression floue, vague, difficilement saisissable car teinté du non encore défini. Cette impression vient à se préciser du fait même de l’attention qu’on lui porte. Cette même attention sans tension, tournée vers le sens corporel, va permettre le passage à l’explicite en laissant venir l’information nouvelle sans qu’interfèrent les processus mentaux habituels. Il n’est donc pas question de faire des commentaires sur ce qui est ressenti dans l’expérience, de l’analyser, de l’interpréter mais au contraire de laisser se déplier ce qui est impliqué dans ce flou de départ. Une telle attitude est loin d’être conforme à ce que nous pratiquons habituellement, enclins que nous sommes à nous emparer de ce qui se présente pour lui appliquer nos grilles d’analyse et nos références apprises. Au cours du focusing, il s’agit au contraire de nous dépouiller de nos connaissances a priori pour nous ouvrir à quelque chose de neuf, enfoui dans un savoir plus primordial au sein duquel sont intriquées une multitude de données issues de nos expériences in situ. Si le sens corporel est toujours donné au présent – nous vivons les situations et les relations dans notre corps – il détient, de manière imbriquée, aussi bien ce qui vient du passé (nos mémoires ancestrales, archaïques, nos blessures, nos peurs, nos schémas de fonctionnements et de penser) que l’implication qui en découle, le développement ultérieur d’une nouvelle organisation.
Le passage de l’implicite à l’explicite, sous-tendu par l’implication contenue dans l’implicite, se fait par l’émergence d’informations « impliées » (impliquées et repliées) dans le sens corporel. Par exemple, si, à l’évocation d’une situation, mon sens corporel est d’être oppressé (compte tenu de différents paramètres pas forcément repérables a priori), l’implication qui en découle va probablement être de me dégager et de me libérer – or il se trouve que cette sensation d’oppression (sens corporel) contient des indications susceptibles d’aller dans le sens de cette libération en me montrant comment m’y prendre pour y parvenir.
Selon Gendlin, le sens corporel supporte le processus de changement en permettant que se révèle ce qui est implicitement signifiant pour la personne. Le processus d’émergence réorganise les données dans le sens d’une plus grande harmonisation et d’un meilleur relationnel.
Le focusing s’appuie sur une philosophie qui rend compte de la « réalité » à partir d’un modèle processuel que Gendlin situe « au-delà du post modernisme », avec de nouvelles définitions concernant le corps, les situations, le langage, le temps, etc. L’idée directrice est que le focusing permet l’accès à une globalité (donnée par le sens corporel et/ou représenté par l’image métaphorique) plutôt qu’à des éléments disjoints que l’on tente de faire coïncider ensemble. Cette globalité, au niveau de la personne, se présente comme un flux en réorganisation permanente à partir de modifications incessantes, inhérentes à l’évolution des situations - externe et interne confondus. Par l’accès à l’unité sous-jacente, le focusing présente l’avantage de sortir d’une vision conflictuelle, basée sur une lutte d’antagonismes. L’unité porte en elle-même une implication (tous les éléments intriqués dans cette complexité) qui a sa propre direction et, de la sorte, fait progresser et se développer le processus de changement (« carrying forward »).

## Étapes
Gendlin a décrit ce procédé en six étapes qui en facilitent la mise en œuvre.

### Six étapes
- Prendre de la distance : c’est une étape préalable pour créer les conditions propices à l’exploration[4]
- Laisser venir le sens corporel à propos de la situation évoquée : quand le client évoque telle situation ou lorsque le thérapeute lui renvoie telle chose, quelle est l’impression globale qui se dégage en lui ?[4]
- Définir le sens corporel par la « prise ». Il s’agit de donner des contours plus précis à quelque chose qui, au départ, est vague. Par exemple, si le sens corporel est un « certain malaise » (sentiment vague s’il en est), la « prise » peut être un sentiment d’étouffement, un nœud très serré sur la gauche de l’estomac, ce que le client ressentait chaque fois qu’il rencontrait une certaine personne, l’impression de buter devant un mur, etc. La « prise » du sens corporel se donne souvent sous forme d’image ou de métaphore.
- Laisser résonner le sens corporel : il s’agit de rester en contact avec le sens corporel en écoutant sa résonance. C’est une manière d’accueillir ce qu'il véhicule. Si l’on reprend le sentiment d’étouffement, il peut devenir un poids, et le poids, une sorte de ventouse qui colle à la peau et dont on voudrait se dégager. À ce stade il faut éviter d’appliquer une grille d’analyse ou une procédure préexistante, mais plutôt suivre la logique interne qui conduira au dénouement.
- Interroger le sens corporel : cette impression du départ (sens corporel) maintenant mieux définie (la prise) est à même de révéler des significations contenues implicitement. Avec l’exemple précédent, la personne peut s’interroger sur cette ventouse : à quoi a-t-elle affaire avec la situation évoquée ? Il est important de laisser venir toute idée qui se présente afin de l’examiner en référence au sens corporel. La réponse est à écouter à partir du sens corporel en évitant d’interpréter. Le retentissement sur le sens corporel est significatif du changement qui s’opère. La suite pourrait être : « là, je repense à telle personne qui me mettait toujours la pression en attendant que je réponde à son appel…. Il faut vraiment que je m’éloigne de cette personne, que je prenne du recul, que je me dégage de son emprise. » La plupart du temps un changement corporel se produit qui va dans le sens d’un relâchement des tensions. La nouvelle perception est ainsi confirmée et la situation est dévérouillée[4].
- Prendre le temps d’accueillir les nouvelles perceptions, et d’en développer les prolongements dans le concret de l’existence (comportements à réajuster, etc.). La mise en application dans le concret de l’existence, est facilitée du fait de la connexion de la représentation nouvelle à l’expérience corporelle – à la différence d’une simple idée « je savais bien qu’il fallait que je prenne du recul », insuffisante à provoquer le changement[4].

Le procédé décrit par Gendlin se complexifie souvent dans l’application, mais il sert de repérage : l’axe directeur étant de se référer au « sens corporel » pour ajuster toute élaboration et réciproquement de soumettre toute représentation à l’évaluation sensible du sens corporel.

### Extrait d'entretien à titre d'exemple
Évoquant un problème de couple et les échanges tendus avec son mari, une cliente voit grandir en elle une tension (amorce du sens corporel).
Elle va utiliser son « sens corporel » comme référent pour envisager différentes solutions jusqu’à trouver celle qui lui convient.
- T. Pourriez-vous préciser ce que vous ressentez ?
- C. Je sens mon bras se « paralyser » et mon poing se refermer (« prise » du sens corporel). On dirait que cette main et ce bras ont « choisi » de se retrancher en ne vivant plus.
- T. Votre main et votre bras renoncent à vivre… Est-ce que vous voulez dire que vous aussi vous renoncez ?
- C. Des fois c’est ce que j’ai envie de faire. Mais je sais qu’il faut que je trouve une solution.
- T. Prenez le temps de demeurer avec ce qui se passe dans votre bras. (Importance de ramener le client à la dimension expérientielle.)
- C. Il me vient l’idée de partir. Partir ? Mais je ne le ferai pas, c’est inconcevable pour moi. D’ailleurs ma main ne réagit pas à cette idée. Au contraire, elle est encore plus serrée.
- T. Vous ne prendrez jamais la décision de partir et, pour ainsi dire, votre main le confirme.
- C. Je ne sais pas ce que l’avenir me réserve, mais… Oh ! ça devient très inconfortable dans mon bras, je ne peux pas rester ainsi. La circulation est complètement comprimée (sens corporel plus intense).
- T. Il faut que vous trouviez comment améliorer la situation. À l’écoute de votre bras qu’est-ce qui vous viendrait à l’esprit ?
- C. Je ne sais pas… Il y a moi aussi. Tout à coup j’ai l’idée que… c’est à moi aussi de changer. Au lieu de vouloir le changer, il faut que je change moi. (Aussitôt sa main s’ouvre) C’est étonnant. Mais c’est bien ça, il faut que je travaille sur moi, sur mon agressivité…il faut que je change ma manière de lui répondre. Je l’aime, j’ai beaucoup de sentiments pour lui au fond.
Il est possible de repérer dans ce passage combien la personne se sert du sens corporel comme « médiateur », comme lieu de référence à partir duquel elle « teste » les pistes qui s’offrent à elle.

## Quelle place réserver au focusing?
Le focusing ne se veut pas réservé à quelques initiés, à ceux qui spontanément le pratiquent comme le font les créateurs, les génies (qui suivent ce qu’on appelle leur intuition), à ceux qui ont du « flair » et aux personnes prédisposées à suspendre leur réflexion pour écouter cette dimension ressentie, repérable corporellement, mais encore peu définie. La démarche du focusing s’inscrit au départ dans la perspective humaniste de Carl Rogers. Celui-ci a insisté sur les potentialités de chacun, et les capacités de chacun à trouver les réponses qui vont dans le sens d'une amélioration de son bien-être et d’un meilleur relationnel.
Le focusing est une démarche thérapeutique qui a pour but de permettre d’avoir accès à ses repères internes, en apprenant à percevoir et écouter ce qui émerge, à travers des indices corporels. Ce que le petit enfant fait instinctivement en se fiant à ce qui se produit en lui – dans le sens où son comportement est le prolongement direct de ce qu’il vit organiquement dans son contexte situationnel - l’adulte, lui, doit le réapprendre avec un niveau de conscience différent. La démarche du focusing est au centre d’une démarche d’appropriation de soi par l’autoréférence, dans ce sens elle peut s’inscrire au cœur de la démarche psychothérapeutique. Le focusing a de nombreuses applications. S’il trouve sa pertinence dans une démarche d’aide, de consultation ou de thérapie, il peut avoir aussi sa place dans la vie quotidienne comme démarche de mieux-être. Ses promoteurs pensent que cette approche peut être utile par exemple pour réduire le stress, et l’anxiété, et qu'elle peut faciliter les prises de décision aussi bien qu’un positionnement adéquat.
Pour autant, il existe d'autres processus de changements que le focusing, dans les approches centrées sur la personne, dont le travail sur l'acceptation de soi, et sur la confiance en soi, qui peuvent être déterminantes dans un meilleur bien-être général.

### Publications d'Eugène Gendlin sur la démarche
- 1964 : Une théorie du changement de la personnalité (environ 50 pages librement téléchargeables), traduction de A Theory of Personality Change, New-York
- 1981 : Focusing, New York, Bantam books
- 1997 : Experiencing and the Creation of Meaning, Evanston, Northwestern University Press
- 1999 : « A new model », Journal of Consciousness Studies, vol. 6, 2⁄3
- 1996 : Focusing oriented psychotherapy, New York, Guilford Press
- 1997 : A Process model, université de Chicago
- 2007 : « Ce qui est primordial, c'est la présence humaine. », Approche Centrée sur la Personne. Pratique et recherche 2/2007 (no 6), p. 32-33, lire en ligne, traduction de N. Rudigoz.